# 1079. grenadirski polk (Wehrmacht)
1079. grenadirski polk (izvirno nemško 1079. Grenadier-Regiment; kratica 1079. GR) je bil pehotni polk Heera v času druge svetovne vojne.

## Zgodovina
Polk je bil ustanovljen 10. julija 1944 kot sestavni del 543. grenadirske divizije.